# 南盗龙属
南盗龙属（学名：Aoniraptor）是一属生存于晚白垩世阿根廷的大盗龙类兽脚亚目恐龙，化石由马蒂亚斯·莫塔（Matias Motta）采集于维奥兰特农场，那里也是乌因库尔组的一部分。它的残骸早在2010年就已发现，但直到2016年才正式叙述。由于尾椎相似，而且发现于同一地层，该属可能是瓜利乔龙的异名。

## 词源
属名Aoniraptor取自特维尔切语单词“Aoni”（南方）和拉丁语单词“raptor”（盗贼）。种名libertatem在拉丁语中意为自由，因为它的化石是在1810年阿根廷脱离西班牙独立200周年时被发现的。